# Ahmad Reza Abedzadeh
Ahmad Reza Abedzadeh   (Abadan, 25 de maig de 1966) fou un futbolista iranià de la dècada de 1990.
Fou internacional amb la selecció de futbol de l'Iran amb la qual participà a la Copa del Món de futbol de 1998. Pel que fa als clubs destacà a Esteghlal, Sepahan i Persepolis.